# Kühnel Márton
Kühnel Márton (Kárász, 1884. május 28. – Kárász, 1961. március 23.) német származású magyar vállalkozó és feltaláló, madárbarát.

## Élete
Vízimolnár családja a 19. században települt a bajorországi Statfelsteinből Magyarországra, a baranyai Kárászra. Húszéves korában alapította meg fűrésztelepét, majd az odúkat, etetőket és más hasonló madárvédelmi eszközöket gyártó cégét. Csak néhány munkással dolgozott, de hamarosan széles piacra talált és exportra is termelt.
A Magyar Madártani Intézet munkatársaival 1905-ben vette fel a kapcsolatot, ezt követően küldte nekik madármegfigyeléseit. 1906-ban a Földművelésügyi Minisztérium támogatásával Németországból a mesterséges faodúk készítéséhez gépeket szerzett be. Munkájában élénken érdeklődött a madárvédelem, a fafeldolgozás, a szénbányászat és a gyümölcsösök rovarvilága iránt. Faluja úgy ismerte és tisztelte, mint aki emberséges és természetszerető.
Üzleti tevékenységére és sikereire idővel a hazai természetfilm-gyártás is felfigyelt, és 1929-ben a Magyar Film Iroda filmet forgatott Kárászon a madárvédelemről és a madarak életéről. A filmkészítőkkel azonban nézeteltérése támadt, mivel a Film Iroda 5000 pengőt kért tőle a film bemutatásához. Ekkor Kühnel a film egyik példányát elküldte Olaszországba, ottani sikereinek színterére, majd a filmbemutató utáni olasz sikereket igazoló közönségvéleményeket és újságbeszámolókat megküldte a magyar vallás-és közoktatási miniszternek. Ezt követően néhány napon belül bemutatták a filmet Budapesten és a vidéki mozikban.
A második világháború alatt pangott az üzlete. 1947-ben megpróbálta újraindítani, de piaca beszűkült, csak a Madártani Intézet rendelt tőle kisebb értékben. Az államosításkor családjával együtt mindenét elvesztette, s idős korára nyomorúságos körülmények közé került. Üzletét a kárászi erdészet kapta meg, ám érdektelenség miatt hamarosan megszüntették a gyártást, és Kühnel szakmai tudása feledésbe ment. 
Temetésén egész faluja részt vett, a madarászok és korábbi üzleti partnerei azonban nem.
1997-ben „a madarak patrónusa” díszpolgári címet kapott falujában. 2007-ben Császár Levente tollából, Pál Rita rajzaival mesekönyvet jelentettek meg róla Madárház címmel. 2019-ben a debreceni Sesztina Galéria bemutatta Ludman Éva Fészekodúgyár c. kiállítását, mely hivatkozott a munkásságára.

## Munkája
1904-ben alapította meg az Első Magyar Fészekodúgyár nevű cégét, mely elsőként készített gépi erő felhasználásával madárvédelmi eszközöket Magyarországon, és a Madártani Intézet szakmai felügyelete alatt állt. Munkájában Herman Ottó és Csörgey Titusz segítette. Hermann baráti kapcsolatot ápolt vele. 1907-ben a Pécsi Országos Kiállításon a legmagasabb elismerést, díszoklevelet kapott termékeiért. Az 1908. évi Eperjesi Gyümölcs- és Kertészeti Kiállításon odúi állami bronzérmet, madárkalácsa elismerő oklevelet nyert.
Tölcséres, folyadéktartályos rovarfogó készüléke világszabadalom lett. Elsősorban a fák törzsén mozgó rovarimágók és rovarlárvák, másodsorban a fészekrabló emlősállatok ellen szerkesztette.
Részt vett a milánói országos, majd 1929-ben a barcelonai világkiállításon, ahol aranyérmeket nyert termékeivel. 